# 美丽马先蒿美丽亚种
美丽马先蒿美丽亚种（学名：Pedicularis bella sp. bella）为玄参科马先蒿属下的一个亚种。

## 扩展阅读
- 維基物種上的相關：美丽马先蒿美丽亚种